# Yankee z Connecticutu na dvoře krále Artuše
Yankee z Connecticutu na dvoře krále Artuše je satirický fantastický román Marka Twaina z roku 1889. Román, založený na cestě časem, vyšel 6 let před Wellsovým Strojem času (1895).

## Děj
Hlavním hrdinou a vypravěčem je Američan Hank Morgan, který je neznámými silami přenesen ke hradu Warwick v roce 528. Zde se setkává s králem Artušem a jeho družinou. Díky svým znalostem technologie 19. století se prosadí jako konkurence čaroděje Merlina. Stane se panem Šéfem a zavádí do středověké společnosti výdobytky kapitalismu 19. století (například používá štíty a brnění rytířů jako mobilní reklamní plochy).
Jeho soupeření s Merlinem nakonec vyústí v bitvu, v níž sice Artušovy rytíře zničí, ale sám je Merlinem odeslán zpět do 19. století.